# Савино (Нежитинское сельское поселение)
Савино — деревня в Макарьевском районе Костромской области. Входит в состав Нежитинского сельского поселения.

## География
Находится в юго-восточной части Костромской области на расстоянии приблизительно 55 км на юго-запад по прямой от районного центра города Макарьев недалеко от левого берега Нёмды.

## История
Известна с 1872 года, когда здесь было учтено 11 дворов, в 1907 году отмечено было также 11 дворов. В последние годы насчитывала 15 дворов.

## Население
Постоянное население составляло 53 человека (1870 год), 46 человек (1897), 76 (1907), 5 в 2002 году (русские 100 %), 2 в 2010.